# Czaplino (Podlachië)
Czaplino is een plaats in het Poolse district  Białostocki, woiwodschap Podlachië. De plaats maakt deel uit van de gemeente Choroszcz en telt 120 inwoners.